# Gwiazda Imperium
Gwiazda Imperium (tyt. oryg. Empire Star) – powieść science fiction amerykańskiego pisarza Samuela R. Delany’ego wydana w 1966 roku. Pierwsze polskie wydanie opublikowało wydawnictwo Phantom Press w 1992 roku.